# Spirocamallanus hilarii
Spirocamallanus hilarii är en rundmaskart som först beskrevs av Vaz och Pereira 1934.  Spirocamallanus hilarii ingår i släktet Spirocamallanus och familjen Camallanidae. Inga underarter finns listade i Catalogue of Life.